# Tärnö
Tärnö es la isla más grande y más al sur en el archipiélago de Hällaryd, en el municipio de Karlshamn de la provincia de Blekinge, del país europeo de Suecia.
La isla mide 115,7 hectáreas (285,9 acres) de superficie. En su territorio se encuentran hasta cuarenta hogares, ahora casi todos usados como residencias de verano.
La población de la isla estuvo alguna una vez dedicada a la agricultura y formaba una comunidad pesquera, de la que muchos vestigios dan testimonio.